# Luminile de la Phoenix
Luminile de la Phoenix sau Luminile Phoenix reprezintă un pretins incident OZN care a avut loc în Phoenix, Arizona și Sonora, Mexic la 13 martie 1997.
Lumini de descrieri diferite au fost raportate de mii de oameni între orele 19:30 și 22:30 MST, de-a lungul a 480 km, începând cu Nevada, prin Phoenix până la marginea orașului Tucson, Arizona.
Au existat două presupuse evenimente distincte implicate în incident: o formațiune triunghiulară de lumini care au trecut pe deasupra statului Arizona și o serie de lumini staționare observate în zona Phoenix. Al doilea grup de lumini a fost identificat mai târziu de către Forțele Aeriene ale Statelor Unite ale Americii  ca rachete de semnalizare aruncate de aeronave A-10 Warthog care realizau exerciții de pregătire la Barry Goldwater Range în sud - vestul Arizonei. Cu toate acestea, mulți experți resping asemenea explicații pe baza analizei video: luminile au rămas la o înălțime constantă păstrând mereu aceeași distanță relativă între ele, precum și caracterul stabil al emisiilor, lucru care nu se observă în cazul rachetelor de semnalizare.
Lumini asemănătoare au mai fost observate la 6 februarie 2007 și în 2008, dar aceste evenimente au fost explicate ca fiind lumini intermitente, aeronave militare F-16 de la Baza Aeriană Luke, balize de semnalizare, baloane cu heliu civile.

## Martori
Martorii susțin că au observat un OZN întunecat (stelele de pe cer dispăreau la trecerea lui și apoi apăreau după ce acesta trecea) și imens în formă de V (având mărimea a câtorva terenuri de fotbal) care se deplasa fără a scoate niciun sunet și care avea cinci lumini sferice (posibile emisii luminoase ale motoarelor). Fife Symington, guvernatorul statului Arizona în acel moment, a fost un martor al acestui incident. În calitatea sa de guvernator a ridiculizat ideea că obiectul ar fi de origine extraterestră,  dar, câțiva ani mai târziu, Symington  a denumit luminile văzute ca ceva "nelumesc" , după ce a recunoscut că a mai văzut un OZN similar.
Într-un interviu acordat cotidianului The Daily Courier din Prescott, Arizona, Symington a afirmat: "Sunt pilot și cunosc fiecare mașină care zboară. Era mai mare decât orice am văzut vreodată. Rămâne un mare mister. Alți oamenii l-au văzut, oameni responsabili. Nu știu de ce oamenii ar ridiculiza așa ceva". Symington a mai spus anterior că "era enorm și inexplicabil. Cine știe de unde a venit? O mulțime de oameni l-au văzut și l-am văzut și eu. A fost dramatic. Și nu puteau fi rachete de semnalizare, deoarece era prea simetric. Avea un contur geometric, o formă constantă."
O explicație dată de reporterul Phoenix New Times Janet Gonzales care a urmărit o casetă video a obiectului masiv întunecat a fost că erau mai multe avioane în formație care formau un contur iluzoriu dar asta nu explică dispariția stelelor dintre cele cinci lumini.

## Filme conexe
- The Phoenix Lights...We Are Not Alone Documentary, Lynne D. Kitei, M.D., producător executiv, în colaborare cu Steve Lantz Productions. Bazat pe cartea The Phoenix Lights...A Skeptic's Discovery That We Are Not Alone, îi prezintă pe astronautul Dr. Edgar Mitchell, fostul guvernator Fife Symington, fostul vice-primar, investigatori, militari, piloți și martori.[16]
- The Appearance of a Man, regizat de Daniel Pace.[17]
- Night Skies, un film de groază cu Jason Connery, A.J. Cook și Ashley Peldon, despre luminile de la Phoenix.  A avut premiera direct-pe-DVD în SUA la 23 ianuarie 2007.[18]
- They Came from Outer Space (titlu anterior: Phoenix Lights: The Movie), un film SF thriller regizat de Ajex McKenzie; cu Ossie Beck, Mackenzie Firgens, Yvette Rachelle, Matt Mercer, Terin Alba, Courtney Gains, Mark Arnold, Michael LeMelle, Aaron Mills și Luke Amsden.[19]
- Out of the Blue este un documentar despre OZN-uri și cuprinde investigații despre Luminile de la Phoenix.[20][21]
- The Phoenix Incident, un film SF scris și regizat de Keith Arem, cu Yuri Lowenthal și Troy Baker, despre Luminile de la Phoenix.[22]